# Weidenau (Siegen)
Weidenau (mundartlich Wierenau) ist ein Stadtteil der nordrhein-westfälischen Großstadt Siegen.

## Geografie

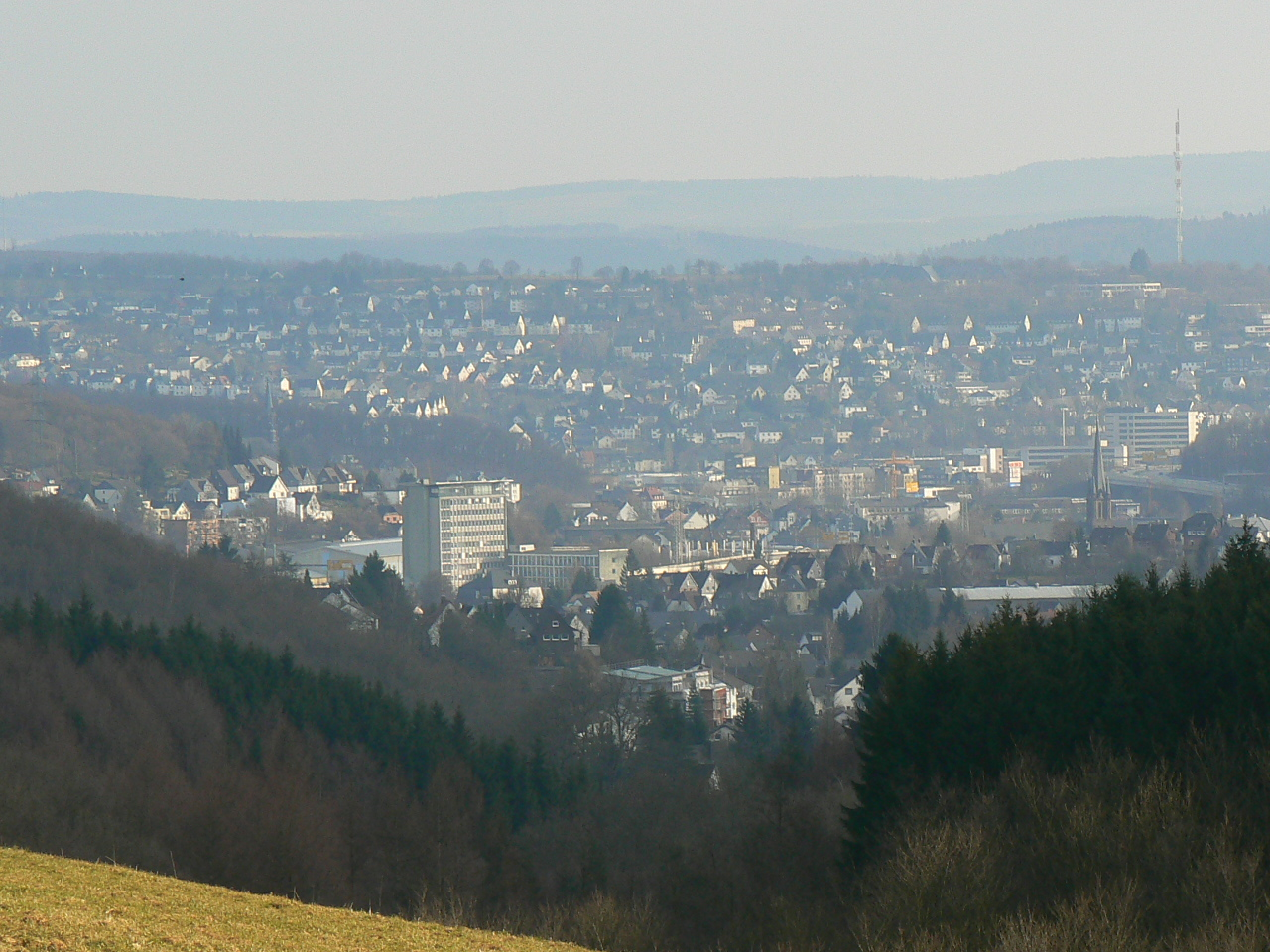
Blick auf Weidenau

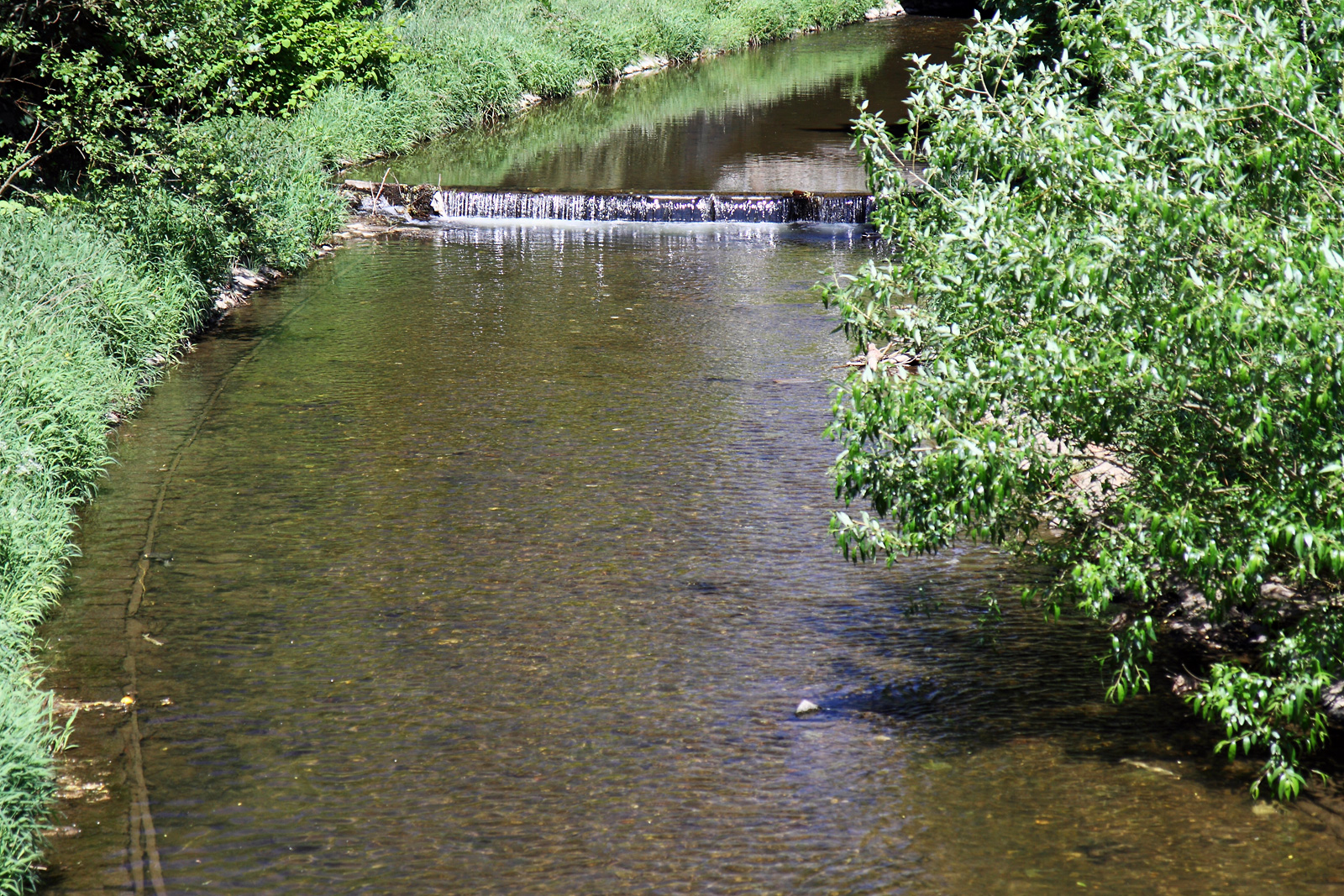
Flussbett der Sieg in Weidenau

Weidenau liegt nördlich von Siegen-Mitte im Tal der Sieg und von deren Nebenfluss Ferndorf(-bach). Die Sieg durchfließt die Gemarkung von Nordosten nach Südsüdwesten. Im Süden Weidenaus mündet aus nordwestlicher Richtung kommend die Ferndorf in die Sieg. Im Norden der Gemarkung trennt der 391,3 m hohe Haardter Berg die beiden Täler voneinander. Dieser bildet die höchste Erhebung der Gemarkung. Auf ihm befindet sich zu einem großen Teil die Universität Siegen; auch der Haardter Friedhof liegt dort.
Die Gemarkungsgrenze verläuft von der Universität weiter über die Höhe nach Nordosten und von dort kurz nach dem Knick der Sieg nach Süden in Richtung Südosten. Von dort verläuft die Grenze fast gerade bis zur östlichsten Ecke, wo die Bebauung bis an die Gemarkungsgrenze reicht. In Richtung Südwesten verläuft die Grenze an der Kreisstraße 5 weiter und knickt vor dem Giersberg leicht nordwestlich ab. Hinter der Hüttentalstraße verläuft die Grenze in Richtung Norden, am Hermelsbach (ein Nebenfluss der Alche) entlang. An dessen Quelle knickt die Grenze scharf westlich ab, bevor sie in Richtung Nordosten zurück läuft. Dort verläuft die Gemarkungsgrenze unterhalb des Haardter Berg-Gipfels nach Norden um die Universität herum.
Weidenau liegt im Nordosten des Siegener Stadtgebietes und grenzt im Norden an Niedersetzen und Geisweid, im Westen an Birlenbach, im Süden an Siegen-Mitte und Richtung Osten an Bürbach sowie nordöstlich an Dreis-Tiefenbach, das zur Stadt Netphen gehört.

## Geschichte

### Überblick
Urkundlich erwähnt wurde Weidenau erstmals 1333. Die älteste urkundliche Bezeichnung lautet dabei „Wydenouwe“ (21. Dezember 1333) und „Wydenauw“ (1411). In der regionalen Mundart, dem Siegerländer Platt, wird Weidenau als „Wirenau“ bezeichnet. Zusammen mit den Ortsteilen Buschgotthardshütten, Fickenhütten, Haardt, Meinhardt, Münkershütten, Müsenershütten und Schneppenkauten bildete die Gemeinde jahrhundertelang einen Schwerpunkt von Bergbau und Eisenindustrie.
Durch „allerhöchsten Erlaß“ des deutschen Kaisers Wilhelm II. wurde 1888 festgelegt, „daß die die Gemeinde Weidenau, im Kreis Siegen, bildenden Ortsteile Haardt, Fickenhütten, Schneppenkauten, Münkershütten, Müßnershütten, Meinhardt und Weidenau unter Wegfall der bisherigen Bezeichnung für die einzelnen Ortsteile fortan einheitlich den Namen ‘Weidenau’ führen“ sollten. 1955 bekam Weidenau dann die Bezeichnung Stadt durch die nordrhein-westfälische Landesregierung verliehen. Bis 1966 war Weidenau Sitz des gleichnamigen Amtes Weidenau. Ab dem 1. Juli 1966 gehörte der Ort zur Stadt Hüttental, die am 1. Januar 1975 im Rahmen der kommunalen Neugliederung nach Siegen eingemeindet wurde.

### Einwohnerzahlen
Einwohnerzahlen des Ortes:
| Jahr | Einwohner |
| ---- | --------- |
| 1818 | 01.244    |
| 1885 | 05.503    |
| 1895 | 06.212    |
| 1905 | 08.398    |
| 1910 | 09.365    |
| 1925 | 10.913    |
| 1933 | 11.087    |

| Jahr | Einwohner |
| ---- | --------- |
| 1939 | 12.325    |
| 1950 | 15.026    |
| 1961 | 17.231    |
| 1965 | 17.415    |
| 1986 | 17.405    |
| 1994 | 17.894    |
| 2001 | 17.761    |

| Jahr | Einwohner |
| ---- | --------- |
| 2004 | 15.761    |
| 2006 | 15.558    |
| 2008 | 15.380    |
| 2010 | 15.064    |
| 2012 | 15.190    |
| 2014 | 15.493    |
| 2016 | 16.094    |

| Jahr | Einwohner |
| ---- | --------- |
| 2018 | 16.082    |
| 2019 | 16.131    |
| 2020 | 15.906    |
| 2021 | 15.895    |
| 2022 | 15.995    |
| 2023 | 15.846    |
| 2024 | 16.129    |

Die Einwohnerzahlen der Weidenauer Ortsteile zum 1. Dezember 1885:
- Fickenhütten: 1783 Einwohner
- Haardt: 922 Einwohner
- Meinhardt: 265 Einwohner
- Münkershütten: 208 Einwohner
- Müßnershütten: 493 Einwohner
- Schneppenkauten: 847 Einwohner
- Weidenau: 985 Einwohner

## Wappen
| Wappen von Weidenau | Blasonierung: „In Silber (Weiß) über einem erhöhten blauen Wellenbalken ein roter Hochofen mit schwarzer Öffnung zwischen je drei roten Werkshallen; darunter eine bewurzelte Kopfweide mit rotem Stamm und acht grünen beblätterten Zweigen.“                                                        |
| Wappen von Weidenau | Wappenbegründung: Die Industriekulisse symbolisiert die Eisen- und Stahlindustrie, der Wellenbalken steht für die Flüsse Sieg und Ferndorfbach, die Kopfweide steht redend für den Ortsnamen. Das Wappen wurde am 10. Mai 1939 durch den Oberpräsidenten der preußischen Provinz Westfalen verliehen. |

## Infrastruktur und Wirtschaft
Industrie- und Gewerbegebiete gibt es rund um den Weidenauer Bahnhof, im weiteren Siegtalverlauf in Richtung Norden und im Ferndorfbachtal.

### Verkehr

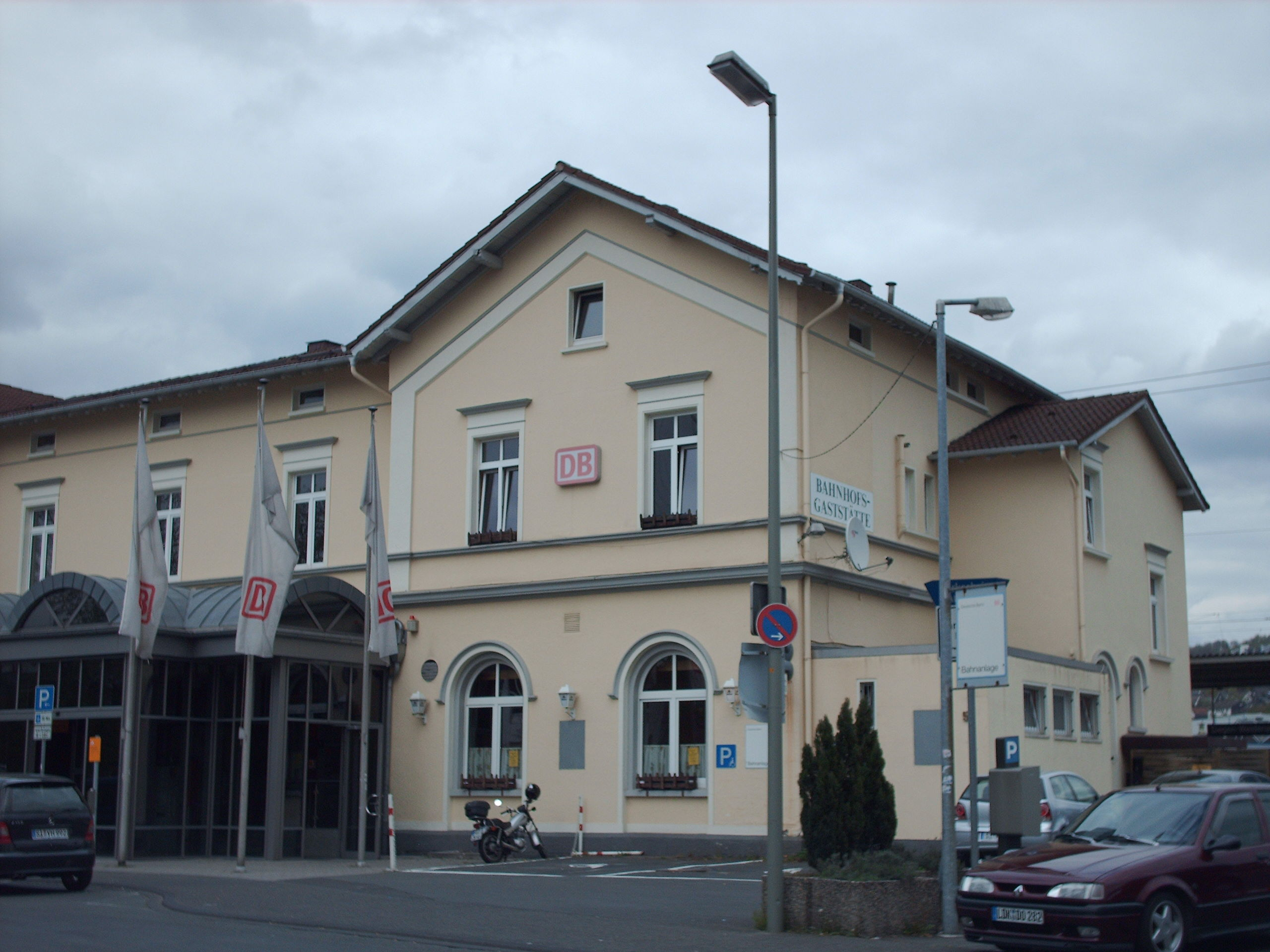
Bahnhof Siegen-Weidenau

Durch Weidenau verläuft die Hüttentalstraße (B 54/B 62). In der Ortsgemarkung sind drei Abfahrten. Die Abfahrt Sieghütte liegt an der Grenze zu Siegen, mitten im Ort liegt die Abfahrt Weidenau und an der Grenze zu Geisweid befindet sich die Geisweider Abfahrt. An der Weidenauer Abfahrt zweigt die zur Schnellstraße ausgebaute Bundesstraße 62 ab. An die Autobahn 45 ist Weidenau über die HTS nach Norden oder Süden angebunden. An die Autobahn 4 über die HTS nach Norden.
Weidenau liegt an der Ruhr-Sieg-Strecke, die von Siegen nach Hagen führt. Über den Bahnhof Siegen-Weidenau ist der Stadtteil an den Dortmund-Siegerland-Express, die Ruhr-Sieg-Bahn sowie an die Rothaarbahn nach Bad Berleburg angeschlossen. Zur Hauptverkehrszeit verkehrt zudem die von Limburg an der Lahn/Westerburg kommende Westerwald-Sieg-Bahn (RB 90) nach Kreuztal. Bis zur Einstellung des Interregio-Netzes und auch der zuvor verkehrenden Schnellzüge war Siegen-Weidenau Fernverkehrsstation, da nur so ein Halt in der Stadt ohne Kopfmachen im Bahnhof Siegen möglich war. Seit dem Fahrplanwechsel im Dezember 2021 ist der Bahnhof Systemhalt der IC-Linie 34 und damit wieder an den Fernverkehr angeschlossen.
Unmittelbar vor dem Bahnhof befindet sich der Zentrale Omnibusbahnhof (ZOB) Weidenau. Weidenau ist ein Knotenpunkt wichtiger Buslinien im Regional- und Citybusverkehr der Siegener Verkehrsbetriebe Westfalen-Süd. Ferner ist eine Busanbindung zur Universität/Haardter Berg mit den Citybuslinien C 106, C 111 und den UniExpressLinien gewährleistet.

### Einrichtungen
Die heutige Infrastruktur Weidenaus weist ein unter der Bezeichnung Siegerlandzentrum bekanntes, umfangreiches und teilweise überdachtes Einkaufszentrum auf, in dem diverse Einzelhändler und Dienstleister angesiedelt sind.
Zudem existiert ein Hallenbad mit Sprungturm und mit der Bismarckhalle eine Veranstaltungshalle mit einer Sitzplatzkapazität von 470 Personen. Letzterer ist der Bismarckplatz vorgelagert, der überwiegend als bewirtschafteter Parkplatz genutzt wird. Jedoch dient dieser beispielsweise auch als Ausgangspunkt des jährlich stattfindenden Firmenlaufs, einer Freizeitsportveranstaltung mit mehreren tausend Teilnehmern.
Zu den stadtbildprägenden Gebäuden Weidenaus gehört der Sitz des hier an der den Stadtteil als zentrale Verkehrsachse durchziehenden Weidenauer Straße ansässigen Finanzamts. Die Übergabe dieses Hochhauses fand am 16. April 1982 statt. In unmittelbarer Nachbarschaft befindet sich das Rathaus Weidenaus.

### Bildung

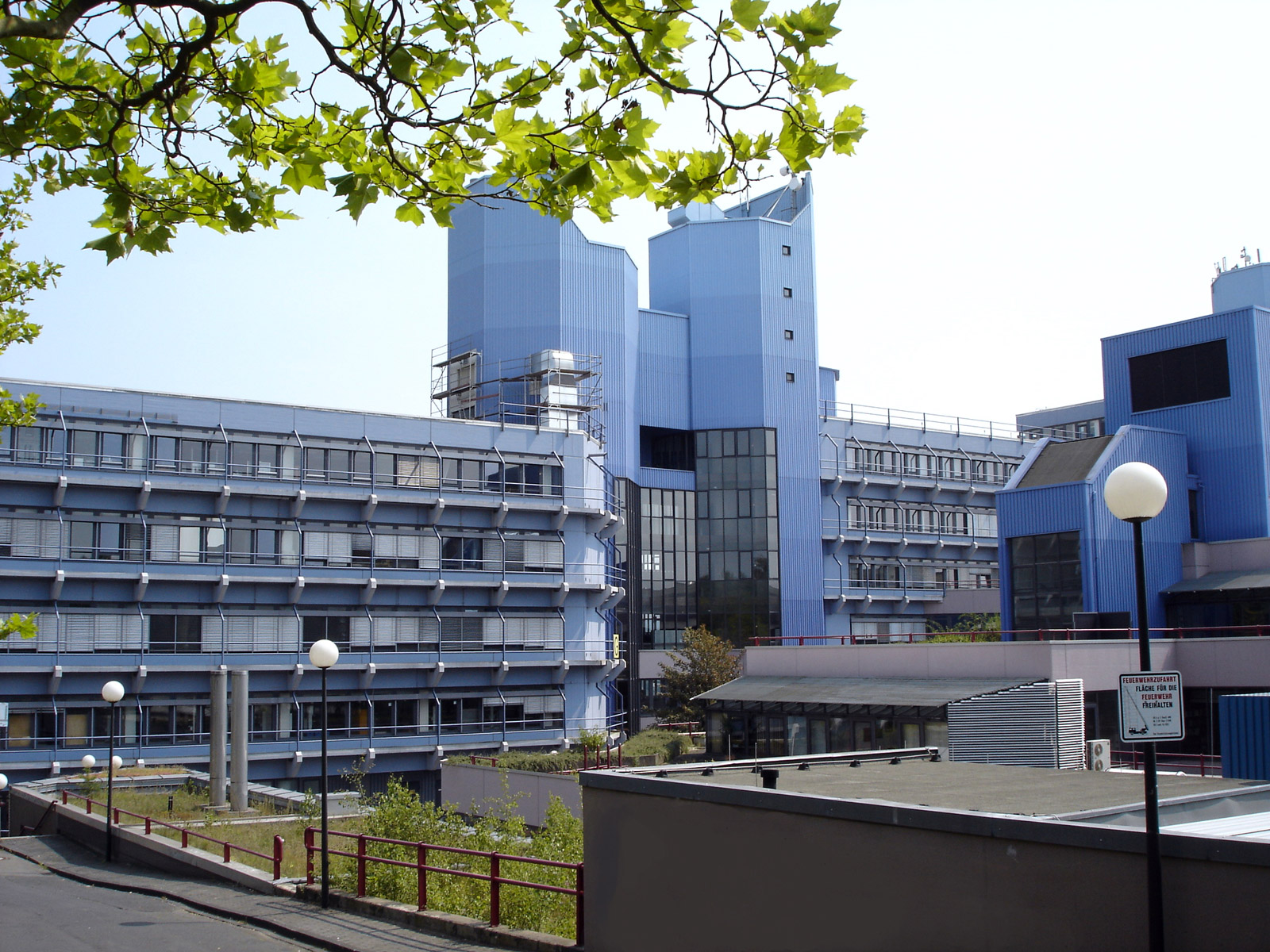
Universität Siegen

Verschiedene Bildungseinrichtungen gibt es in Weidenau:
- Universität Siegen
- Fürst-Johann-Moritz-Gymnasium
- Evangelisches Gymnasium
- Haardter-Berg-Schule
- Jung-Stilling-Schule
- Glückaufschule
- Friedrich-Flender-Schule
- Siegerland-Kolleg

### Krankenhäuser
Des Weiteren befindet sich in Weidenau das Klinikum Siegen. Das ehemalige Amtskrankenhaus, dessen Grundsteinlegung am 8. Mai 1891 erfolgte, wurde am 5. April 1893 mit einer damaligen Bettenanzahl von 50 eingeweiht. Zuvor wurde ein Spendenaufruf an Industrie und Bevölkerung gerichtet, durch den 60.000 Reichsmark zur Verwirklichung des Projekts erzielt werden konnten. Im Herbst 1983 wurde am Krankenhaus ein Hubschrauberplatz eingerichtet.

## Kultur und Sehenswürdigkeiten

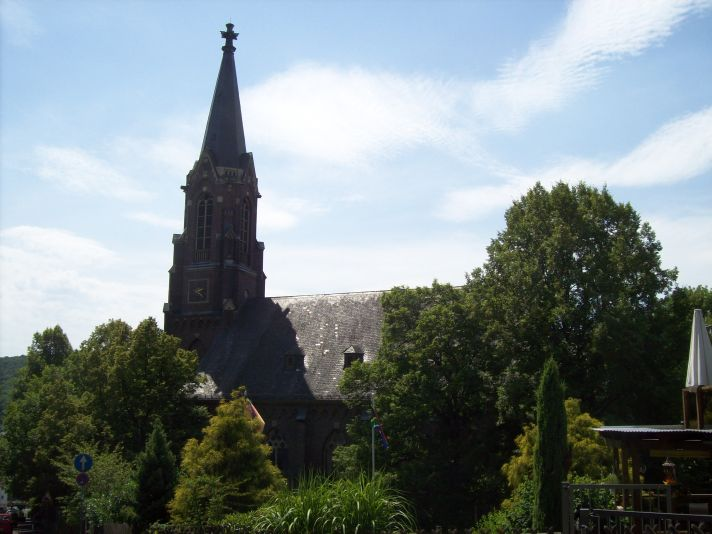
Haardter Kirche

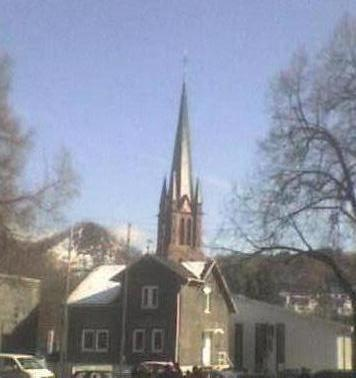
Katholische Kirche in Weidenau, aus Richtung der Straße Zum Wildgehege gesehen

### Bauwerke
- Haardter Kirche
- St.-Joseph-Kirche
- Bismarckhalle
- Ehrenmal
- Tiergarten

## Sport
Einer der In Weidenau ansässigen Vereine ist der VfB 07 Weidenau, ein Fußballverein. Während der Verein in früheren Jahren durchaus erfolgreich war und unter anderem auch an der Hauptrunde des DFB-Pokals teilnahm, ist die 1. Herrenmannschaft allerdings derzeit nur noch in der Kreisliga vertreten. Ihre Heimspiele trägt die Mannschaft in der Glück-Auf-Kampfbahn aus.
Mit der RTG Weidenau stellt Weidenau einen der erfolgreichsten Ringtennis-Vereine Deutschlands.
In der Nähe der Glück-Auf-Kampfbahn befindet sich der Jahn-Sportplatz sowie zwei Turnhallen. Zwei weitere Turnhallen gibt es nördlich der Universität am Haarder Berg und eine in unmittelbarer Nähe der Friedrich-Flender-Schule.
1947 fand in Weidenau die Deutsche Einzelmeisterschaft im Schach statt.

## Persönlichkeiten
- Rudolf Weber (1856–1932), Unternehmer
- Ewald Heinrich Rübsaamen (1857–1919), Naturwissenschaftler
- Walther Becker (1894–1973), Diplomat
- Josef Höfer (1896–1976), römisch-katholischer Priester, Theologe und Hochschullehrer
- Luise Seitz-Zauleck (1910–1988), Architektin
- Hermann Flender (1918–2004), Diplomat und Botschafter in Addis Abbeba, Ruanda und Laos
- Edgar Reimers (1924–2011), Pädagoge und Hochschullehrer, lebte in Weidenau
- Walter Schneider (1927–2010), Motorradrennfahrer
- Gerhard Daub (1928–1993), Politiker
- Friedrich Lapp (1928–2021), Altphilologe
- Günther Saßmannshausen (1930–2010), Geologe und Manager
- Hermann Achenbach (* 1937), Geograph und Hochschullehrer
- Horst Schmidt-Böcking (* 1939), Physiker
- Joachim Frank (* 1940), Biophysiker und Hochschullehrer, Nobelpreisträger für Chemie 2017
- Gerd Achenbach (* 1941), Politiker, Landrat des Kreises Unna
- Hans Peter Mebold (1942–2001), Orgelbauer
- Wolfgang Marx (* 1943), Psychologe
- Josef Clemens (* 1947), Kurienbischof
- Helge Achenbach (* 1952), Kunstberater
- Reinhard Goebel (* 1952), Violinist, Dirigent
- Martin Keßler (* 1953), Filmemacher und Fernsehjournalist
- Torsten Schöne (* 1959), deutscher Jurist und Hochschullehrer
- Rolf Müller (* 1961), Bobsportler, Olympiateilnehmer
- Elke Büdenbender (* 1962), Juristin, Ehefrau von Bundespräsident Frank-Walter Steinmeier
- Rolf Buch (* 1965), Unternehmer
- Markus Schäfer (* 1965), Vorstand Konzernforschung und Mercedes-Benz Cars Entwicklung bei Mercedes-Benz, Vorstand Mercedes-Benz Grand Prix Ltd.
- Holger Ernst (* 1966), Betriebswirtschaftler und Hochschullehrer
- Thomas Meurer (1966–2010), Theologe und Sachbuchautor
- Stefanie Birkelbach (* 1967), Skilangläuferin
- Petra Lobinger (* 1967), ehemalige Leichtathletin
- Jacqueline Lölling (* 1995), Skeletonpilotin